# امبارجیبی
امبارجیبی (به لاتین: Ambarijeby) یک سکونتگاه مسکونی در ماداگاسکار است که در سوفیا (ماداگاسکار) واقع شده‌است.

## خصوصیات
امبارجیبی ۵٬۰۰۰ نفر جمعیت دارد و ۱۲۲ متر بالاتر از سطح دریا واقع شده‌است.